# Liste der Monuments historiques in Carrières-sur-Seine
Die Liste der Monuments historiques in Carrières-sur-Seine führt die Monuments historiques in der französischen Gemeinde Carrières-sur-Seine auf.

## Liste der Bauwerke
| Bezeichnung                  | Beschreibung | Standort                    | Kennzeichnung | Schutzstatus | Datum | Bild           |
| ---------------------------- | ------------ | --------------------------- | ------------- | ------------ | ----- | -------------- |
| Gebäude der ehemaligen Abtei |              | 61, rue Gabriel-Péri (Lage) | PA00087390    | Inscrit      | 1940  | weitere Bilder |

## Liste der Objekte

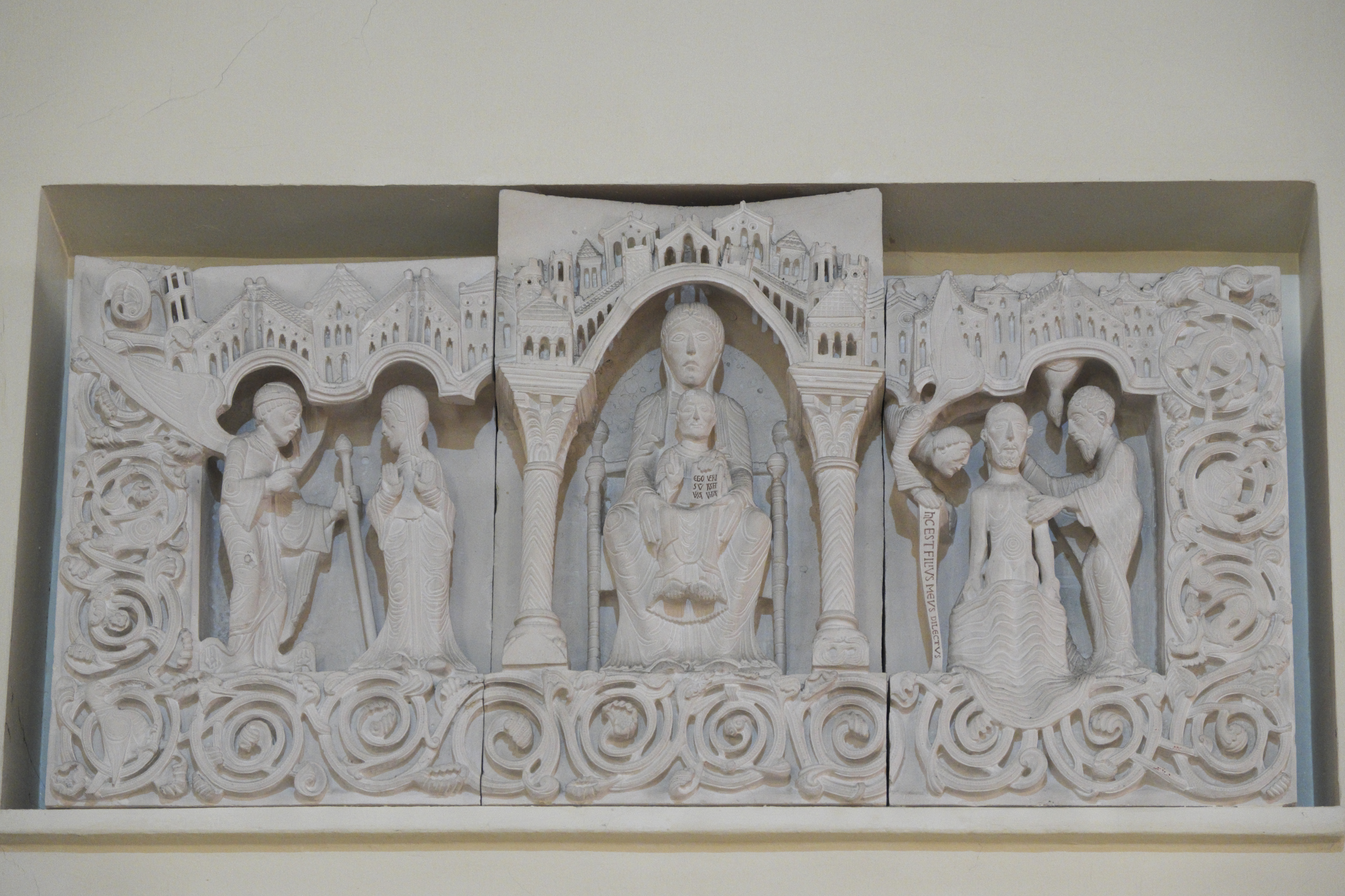
Retabel in der Kirche St-Jean-Baptiste

- Monuments historiques (Objekte) in Carrières-sur-Seine in der Base Palissy des französischen Kultusministeriums